# Rhinotragus martinsi
Rhinotragus martinsi är en skalbaggsart som beskrevs av Peñaherrera och Tavakilian 2003. Rhinotragus martinsi ingår i släktet Rhinotragus och familjen långhorningar.
Artens utbredningsområde är Surinam. Inga underarter finns listade i Catalogue of Life.